# 박지연 (바둑 기사)
박지연(朴志娟, 1991년 5월 17일 ~ )은 대한민국의 前 바둑 기사이다.

## 약력
- 2006년 제30회 여류입단대회 1위 입단
- 2007년 제1회 지지옥션배 본선
- 2008년 제2기 여류기성전 본선, 제8회 오스람배 본선, 여류국수전 본선, 제1회 세계마인드스포츠게임 여자단체전 은메달
- 2009년 제3기 지지옥션배 본선, 제15기 여류국수전 본선, 2단 승단
- 2010년 제2회 비씨카드배 64강, 제4기 지지옥션배 본선, 제15회 삼성화재배 16강, 제4기 여류기성전 준우승(대 김윤영 0:1), 제9회 정관장배 한국 대표, 2010 바둑대상 신예기사상 수상 (여성 바둑 기사로는 최초)
- 2011년 제13기 여류명인전 본선 진출, 제1회 황룡사가원배 여자단체전 준우승(2승 1패), 제2회 궁륭산 병성배 본선 4강 진출
- 2012년 제17기 여류국수전 우승(대 박지은 2-1)
- 2013년 여류명인전 준우승(대 최정 1-2), 제18기 여류국수전 준우승(대 김혜민 0-2)
- 2014년 여류명인전 준우승(대 최정 1-2), 제2회 바이링배 본선64강 진출